# Omloppstid (skogsbruk)
Omloppstid i skog skött med trakthyggesbruk är tiden mellan en slutavverkning till nästa. I Sverige varierar omloppstiden mellan 60 år i södra Sverige och 120–140 år i norra Sverige.

## Källhänvisningar
1. ↑  Gustaf von Segebaden: omloppstid i Nationalencyklopedins nätupplaga.